# Paola Giannetti
Paola Giannetti (Roma, 21 dicembre 1957) è una doppiatrice, dialoghista e attrice italiana.

## Biografia
Interprete caratterista, ha impersonato la figura di Peppa nella serie televisiva Villa Arzilla. Come doppiatrice ha prestato la sua voce a diversi cartoni animati; ad esempio ha doppiato Qui e Mamma Bass nella prima stagione della serie TV DuckTales - Avventure di paperi (1987) e DuckTales (2017) e a Paperina dal 1990 al 1997 sostituendo Carmen Onorati, per poi essere rimpiazzata a sua volta in tale ruolo da Laura Lenghi. Assieme a Giuppy Izzo ha doppiato il personaggio di Birba nella serie animata su I Puffi. È stata presente anche nel doppiaggio de I Simpson.

## Teatro
- Le Baccanti, di Euripide, regia di Giancarlo Sbragia, Teatro Romano di Siracusa (1980)
- Spettri, di Henrik Ibsen, regia di Adriano Dallea (1981)
- Collage goldoniano, regia di Adriano Dallea (1981)
- Il giardino dei ciliegi, di Anton Čechov, regia di Adriano Dallea (1981)
- Conosco i miei polli, di Pietro De Silva (1983)
- Er vangelo seconno noantri, di Bartolomeo Rossetti, regia di Enzo Liberti (1984)
- ...E adesso... musica, di Cecilia Calvi e Walter Corda, regia di Cecilia Calvi (1984)
- Fox Trot in due tempi, di Pietro De Silva (1984)
- Le anime morte, da Gogol, regia di Gigi Angelillo (1985)
- Tu sei la rovina della famiglia, di Pietro De Silva (1985)
- Per amore e per diletto, da Ettore Petrolini, regia di Gigi Proietti (1987)
- Liolà, di Luigi Pirandello, regia di Gigi Proietti, Taormina (1988)
- Come si rapina una banca, di Samy Fayad, regia di Antonio Ferrante (1989)
- L'uomo, la bestia e la virtù, di Luigi Pirandello, regia di Gabriele Lavia (1992)
- Quel signore che venne a pranzo, di George S. Kaufman e Moss Hart, regia di Ennio Coltorti, Genova (1995)
- Il cappello di carta, di Gianni Clementi, regia di Nora Venturini (1999)
- Ti aspetto in sala d'aspetto, di Silvia Scola, regia di Daniele Costantini (2001)
- La signora in rosso, adattamento teatrale di Claudio Insegno, regia di Alessandro Spadorcia e Ivan Stefanutti (2004)
- Signorina Else, da Arthur Schnitzler, regia di Bianca Pesce (2005)
- Intervista a Donna Olimpia, regia di Mauro Bronchi (2006)
- Ma l’amor mio non muore, da Ettore Petrolini, regia di Gigi Proietti (2006)
- Molto rumore per nulla, di William Shakespeare, regia di Loredana Scaramella, Roma, Globe Theatre (2006)
- Caporali coraggiosi, testo e regia di Pino Ammendola, Roma, Sala Umberto (2007)
- Gastone, di Ettore Petrolini, regia di Massimo Venturiello (2007)
- Per fortuna è una notte di luna, di Gianni Clementi, regia di Stefano Messina (2009)
- Il Tartuffo, di Molière, regia di Giovanni Anfuso, Borgio Verezzi (2012)
- Il Conte Tacchia, di Toni Fornari, regia di Gino Landi, Roma, Teatro Brancaccio (2015)
- Hollywood, di Ron Hutchinson, regia di Virginia Acqua, Roma, Teatro Ambra Jovinelli (2016)
- Boeing Boeing, di Marc Camoletti, regia di Mark Schneider, Roma, Teatro Roma (2017)

## Filmografia

### Cinema
- Donne in bianco, regia di Tonino Pulci (1998)
- Concorrenza sleale, regia di Ettore Scola (2001)
- Un'estate al mare, regia di Carlo Vanzina (2008)
- Stai lontana da me, regia di Alessio Maria Federici (2013)
- Tutte lo vogliono, regia di Alessio Maria Federici (2015)
- Chiara, regia di Susanna Nicchiarelli (2022)

### Televisione
- Villa Arzilla – serie TV (1990)
- Don Matteo – serie TV, episodio 3x12 (2002)
- Il bambino di Betlemme, regia di Umberto Marino – film TV (2002)
- Carabinieri – serie TV, episodio 3x01 (2004)
- Piper, regia di Carlo Vanzina – film TV (2007)
- Call My Agent - Italia – serie TV, episodio 1x04 (2023)

## Prosa televisiva Rai
- Le baccanti di Euripide, regia di Giancarlo Sbragia, dal Teatro Romano di Siracusa, 27 giugno 1980.

## Doppiaggio

### Film
- Andrea Martin in Il mio grosso grasso matrimonio greco, Il mio grosso grasso matrimonio greco 2, Il mio grosso grasso matrimonio greco 3
- Zoë Wanamaker in Harry Potter e la pietra filosofale, Marilyn
- Margo Martindale in 28 giorni
- Elizabeth Hawthorne in Le cronache di Narnia - Il leone, la strega e l'armadio
- Siobhan Fallon Hogan in La tela di Carlotta
- Sylvie Van Hiel in Louise-Michel
- Celia Imrie in Nanny McPhee - Tata Matilda
- Edwina Moore in Romeo + Giulietta di William Shakespeare
- Okwui Okpokwasili in The Interpreter
- Wanda Sykes in La mia super ex-ragazza
- Sheryl Lee Ralph in Sister Act 2 - Più svitata che mai
- Cleo King in Dogville
- Dominique Frot in La chiave di Sara
- Annie McEnroe in Beetlejuice - Spiritello porcello
- Davenia McFadden in Colpevole d'innocenza
- Corinne Masiero in La corte
- Rachel Dratch in Abbasso l'amore
- Armelia McQueen e Charlotte Zucker in Ghost - Fantasma
- Caroline Rhea in The Perfect Man
- Vicki Lewis in Un topolino sotto sfratto
- Mariola Fuentes in Carne trémula
- Fiona Shaw in Tre scapoli e una bimba
- Carol Kane in Quanto è difficile essere teenager!
- Elizabeth Bennett in Calendar Girls
- Edie McClurg ne Il maestro cambiafaccia
- Eileen Atkins in Wolf - La belva è fuori
- Linda Bassett in Kinky Boots - Decisamente diversi
- Gracia Olayo in Crimen perfecto - Finché morte non li separi
- Molly Shannon in Bad Teacher - Una cattiva maestra
- Carina Lau in Days of Being Wild

### Serie televisive
- Andrea Martin in Grandi notizie, Will & Grace
- Zoë Wanamaker in Magiche leggende, Killing Eve
- Camille Mitchell in Smallville
- Linda Hunt in NCIS: Los Angeles
- Laurie Metcalf in Desperate Housewives
- Amy Morton in Chicago P.D.
- Bonita Friedericy in Chuck
- Loretta Devine in Eli Stone
- Ute Christensen in Desideria e l'anello del drago
- Dale Soules in Orange Is the New Black
- Linda Porter in Superstore
- Celia Imrie in Legends of Tomorrow
- Niecy Nash in Raven
- Miriam Margolyes in Merlin
- Georgie Glen in L'amore e la vita - Call the Midwife
- Lesley Manville in River
- Katharina Thalbach in Das Signal - Segreti dallo spazio

### Animazione
- Maga Cornacchia in Cuccioli, Cuccioli - Il codice di Marco Polo, Cuccioli - Il paese del vento
- Nonna in I Croods, I Croods - Le origini, I Croods 2 - Una nuova era
- Grimilde da vecchia in C'era una volta Halloween, House of Mouse - Il Topoclub
- Liliss in Winx Club
- Nonna Rose in Red e Toby 2 - Nemiciamici
- Sasha in La principessa sul pisello
- Nonna Salice (parte cantata) in Pocahontas
- Signora Placidia in Basil l'investigatopo
- Orcona in Taron e la pentola magica
- Ursa ne I Gummi
- Luann Van Houten e la Cuoca Doris in I Simpson
- Madre di Timon in Il re leone 3 - Hakuna Matata
- Strega Nocciola  in La notte di Halloween (ediz. 1994)
- Sylvia Marphole in Estremamente Pippo
- Conippa in I Wuzzles
- Sarabi in Il re leone
- Shelley Marsh in South Park[1] (2ª voce, nel doppiaggio SEFIT-CDC)
- Zia Roon in The Life and Times of Juniper Lee
- Atropo in Hercules
- Signora Hasagawa in Lilo & Stitch
- Anacondy in Yes! Pretty Cure 5 GoGo!
- Qui e Mamma Bass in DuckTales - Avventure di paperi
- Jayne Eastwood in Squitto lo scoiattolo
- Margo Martindale in BoJack Horseman
- Angela in I Griffin
- Mamma Bass in DuckTales
- Imperatrice Sofia in La principessa Sissi
- Sylvie in Balto
- Mama Ling in American Dad!
- Madre di Simone in L'apetta Giulia e la signora Vita
- Mrs. Malkins in Leo
- Madre di Carl in Yin Yang Yo!
- Isabelle in Canto di Natale di Topolino (ridoppiaggio 1990)

### Videogiochi
- Signora MacReady in Le cronache di Narnia: Il leone, la strega e l'armadio[2]
- Grimilde ne La rivincita dei Cattivi[3]